# Emanuela Garuccio
Emanuela Garuccio, née à Rome le 12 janvier 1973, est une actrice italienne de cinéma et de télévision.

## Biographie
Emanuela Garuccio a joué dans un bon nombre de séries télévisées telles Elisa (Elisa di Rivombrosa) où elle interprète le personnage de Celeste. Elle est aussi bien présente au cinéma.

## Filmographie

### Cinéma
- 1997 : Marquise, de Véra Belmont
- 1999 : Li chiamarono... briganti!, de Pasquale Squitieri
- 2004 : Certi bambini, d'Andrea et Antonio Frazzi
- 2004 : Segui le ombre (it), de Lucio Gaudino
- 2008 : La morte di pietra, de Roberto Lippolis
- 2009 : Il mercante di stoffe (it), d'Antonio Baiocco
- 2017 : Ho amici in Paradiso (it), de Fabrizio Maria Cortese

### Télévision
- 1997 : Le Désert de feu (Deserto di fuoco), mini-série télévisée d'Enzo G. Castellari : une journaliste
- 2000 : Turbo, série télévisée - un épisode Delitto per delitto
- 2001 : Klaras Hochzeit, téléfilm de Christian Gorlitz : Angela
- 2001-2002 : Il bello delle donne (it), série télévisée de Lidia Montanari, Luigi Parisi et Maurizio Ponzi
- 2002 : Mozart è un assassino, téléfilm de Sergio Martino : Annabella Ciallini
- 2002 : Maria Josè, l'ultima regina, téléfilm de Carlo Lizzani
- 2003-2004 : Elisa (Elisa di Rivombrosa), série télévisée de Cinzia TH Torrini : Celeste
- 2003 : La cittadella (it), de Fabrizio Costa
- 2003 : Marcinelle été 1956, téléfilm d'Andrea et Antonio Frazzi : Rosaria Calò
- 2004 : Imperium : Nerone, de Paul Marcus : Claudia
- 2004-2006 : Les Destins du cœur (Incantesimo) série télévisée - Saisons 6, 7 et 8 (64 épisodes) : Alice Molinari
- 2007 : Carla Rubens, mini-série de Bernard Uzan
- 2009 : L'ispettore Coliandro, série télévisée - épisode : Sesso e segreti, de Manetti Bros.
- 2009 : Rex, chien flic, série télévisée de Marco Serafini - épisode Mort au delphinarium : Monica Rubesi